# Colletes griseus
Colletes griseus är en biart som först beskrevs av John Obadiah Westwood 1875.  Colletes griseus ingår i släktet sidenbin, och familjen korttungebin. Inga underarter finns listade i Catalogue of Life.